# 平教經
平教經（1160年（永曆元年）—1184年2月7日（壽永3年）或1185年4月25日（元曆2年3月24日））是日本平安時代末期的平家一門的武將。他是平清盛之弟平教盛的次子。母為藤原資憲之女。本名為國盛。官位從五位下、能登守、民部大輔。
平教經在軍記物語《平家物語》多次登場，在源平合戰之中扮演著重要的角色。然而其生平卻有許多疑問點，許多史料對他的記載互相矛盾。

## 生平
1179年（治承3年）擔任能登守之職。而根據《玉葉》中養和元年（1181年）9月11日條的記載，在平行盛征討北陸道的木曾義仲時，平教經擔任其副將軍。但事實上教經沒有參加北陸道的戰事。
平教經在《平家物語》中初次登場的時間是壽永2年（1183年）5月。當時木曾義仲在俱利伽羅峠和篠原連敗平家軍，平家連忙派兵固守京都。教經和兄長平通盛一起，率2000餘騎在宇治橋一帶負責警衛工作。同年7月平家撤出京都的時候，教經也率部跟隨。閏十月，義仲派足利義清為大將，前往攻打以讚岐國屋島為大本營的平家。平重衡和平通盛奉命迎擊，在備中國的水島遭遇源氏軍隊。平教經身為平家方面的副大將，身先士卒，斬殺源氏方面的侍大將海野幸廣，源氏方面的大將足利義清亦戰死，平家大獲全勝。水島之戰使木曾義仲的威望大失，同後白河法皇的對立加深，後來次年被源賴朝所滅。
當時西國各地反叛平家的勢力崛起，平家根據地的後院阿波國和讚岐國的一些在廳官人也紛紛私通源氏，欲反叛平家。平教經同父親教盛、兄長通盛一起討伐叛軍，在備前國的下津井擊破了源氏。隨後又消滅了淡路國源義嗣、義久兄弟（二人都是源為義的兒子）、住人安摩忠景的叛亂，紀伊國園邊忠康的叛亂，以及伊予國河野通信的叛亂；此後又擊退了豐後國住人臼杵惟隆、緒方惟義對備前國今木城的包圍。教經竭力挽回了平家的頹勢。

## 一之谷之戰是否陣亡的疑問
壽永3年（1184年）2月4日，源賴朝的部下源範賴、源義經，在消滅了木曾義仲勢力之後攻打福原京。平教經和平通盛一起負責山之手地區的防禦。7日平家在一之谷大敗，兄長通盛陣亡。根據《吾妻鏡》的說法，平教經被源氏方面的安田義定殺死，13日首級送往京都的獄門前示眾。而《玉葉》則記載，當時風傳被斬殺號令的平教經依然活著；《醍醐雜事記》等史料則稱教經是在後來的壇之浦之戰中自殺身亡的。另一方面，在《吾妻鏡》的壇之浦之戰的戰功報告中，不論是戰死者還是被俘虜者的名單之中都沒有平教經此人。因此平教經在一之谷之戰中是否陣亡是很難下結論的。

## 屋島之戰和壇之浦之戰
《平家物語》稱，平教經獨自一人殺出重圍，逃出了一之谷，回到了屋島。元曆2年（1185年）2月，源義經奇襲平家的大本營屋島。平家大敗，源氏軍窮追不捨。教經射殺了義經四天王中的佐藤繼信。平家放棄了屋島，逃亡由平知盛鎮守的長門國彥島。源義經率軍進攻彥島，源範賴則從九州島包抄平家的後路。3月25日，源平之間最後的決戰壇之浦之戰爆發。平家最初佔據上風，但源義經下令向平家水手和舵手集中射箭，平家大敗，二位尼懷抱安德天皇投海自盡。傳聞此戰中，平教經在主帥平知盛授命『罪不在小卒，認清敵乃何人』(日语：罪つくりなことをするな、よき敵でもあるまい)後，不顧一切地殺向源家主將源義經，一度迫使源義經連跳8船而逃（八艘飛び），最終教經力竭，挾著兩個名叫安藝太郎和安藝次郎的源氏武士投海同歸於盡，壯絕而亡。
戰後，源氏軍隊將安德天皇的遺體從御裳川打撈上岸，葬於赤間關（今下關）紅石山麓的阿彌陀寺。平教經同平有盛、平清經、平資盛、平知盛、平經盛、平教盛等14人一同合葬，稱「七盛塚」，其遺址位於今山口縣下關市的赤間神宮內。
相傳平教經的妻子（另一說為生母）在壇之浦之戰中落入海中溺死，其屍身漂到了福岡縣境內，化身為河童海御前。今北九州市的門司區建有海御前之碑。

## 腳註
1. ↑  . .   [2021-10-02]. （原始内容存档于2021-06-06）.